# Westerstetten (Landschaftsschutzgebiet)
Westerstetten ist ein Landschaftsschutzgebiet.

## Lage und Beschreibung
Das 583,4436 Hektar große Gebiet besteht aus mehreren Teilen, die um Westerstetten herum gruppiert sind. Das Gebiet gehört zum Naturraum Lonetal-Flächenalb.
Laut Steckbrief handelt es sich um Teile des Lonetales mit den abzweigenden Trockentälern (Erbistal, Dieberttäle, Burgtal, Ulmer Tal mit Weilertal) mit der angrenzenden Albhochfläche und den großen zusammenhängenden Waldgebieten; für die Schwäbische Alb typische Landschaftsformen und charakteristische landschaftsbildprägende und ökologisch wertvolle Kulturlandschaftselemente wie Feldhecken, Feldgehölze, Steinriegel, Wacholderheiden, Magerrasen, Feldraine, Einzelbäume, Baumgruppen und Streuobstwiesen, unverbaute und landschaftsästhetisch ansprechende Landschaftsteile; lokal und regional bedeutsamer Erholungsraum.
Das FFH-Gebiet Kuppenalb bei Laichingen und Lonetal hat Anteil am Landschaftsschutzgebiet.

## Schutzzweck
Schutzzweck ist gemäß Schutzgebietsverordnung
- die Erhaltung der Vielfalt, Eigenart und Schönheit des Lonetales mit den abzweigenden Trockentälern (Erbistal, Dieberttäle, Burgtal, Ulmer Tal mit Weilertal) mit der angrenzenden Albhochfläche und den großen zusammenhängenden Waldgebieten;
- die Bewahrung der für die Schwäbische Alb typischen Landschaftsformen und die Erhaltung der charakteristischen landschaftsbildprägenden und ökologisch wertvollen Kulturlandschaftselemente wie Feldhecken, Feldgehölze, Steinriegel, Wacholderheiden, Magerrasen, Feldraine, Einzelbäume, Baumgruppen und Streuobstwiesen,
- die Erhaltung unverbauter und landschaftsästhetisch ansprechender Landschaftsteile als lokal und regional bedeutsamen Erholungsraum.